# The Judds
The Judds foi uma banda estadunidense de música country formado em 1983 em Ashland, Kentucky. A dupla era formada por Naomi Judd mãe de Wynonna Judd. Entre os anos 1984-1989, 14 singles do grupo ocuparam posições no topo do billboard.

## Discografia
- 1984 – Why Not Me
- 1985 – Rockin' With The Rhythm
- 1987 – Heartland
- 1987 – Christmas Time With The Judds
- 1988 - Wynonna & Naomi
- 1989 – River Of Time
- 1990 – Love Can Build A Bridge
- 2000 – The Judds Reunion Live

## Premiações
Academy of Country Music
- 1984 Top Vocal Duo
- 1985 Top Vocal Duo
- 1986 Top Vocal Duo
- 1987 Top Vocal Duo
- 1988 Top Vocal Duo
- 1989 Top Vocal Duo
- 1990 Top Vocal Duo

Country Music Association
- 1984 Horizon Award
- 1985 Single of the Year - "Why Not Me"
- 1985 Vocal Group of the Year
- 1986 Vocal Group of the Year
- 1987 Vocal Group of the Year
- 1988 Vocal Duo of the Year
- 1989 Vocal Duo of the Year
- 1990 Vocal Duo of the Year
- 1991 Vocal Duo of the Year

Grammy Awards
- 1985 Best Country Performance by a Duo or Group with Vocal - "Mama He's Crazy"
- 1986 Best Country Performance by a Duo or Group with Vocal - "Why Not Me"
- 1987 Best Country Performance by a Duo or Group with Vocal - "Grandpa (Tell Me 'Bout the Good Old Days)"
- 1989 Best Country Performance by a Duo or Group with Vocal - "Give A Little Love"
- 1992 Best Country Performance by a Duo or Group with Vocal - "Love Can Build A Bridge"